# Ulpiano Duarte
Ulpiano Duarte (1929-2015) fue un destacado marimbista y compositor de música folclórica de Costa Rica. Realizó un importante aporte en el rescate, conservación y divulgación de la música guanacasteca.

## Reseña biográfica
Ulpiano Arrieta Arrieta, conocido como Ulpiano Duarte Arrieta, nació el 3 de abril de 1929 en el Cantón de Santa Cruz (Costa Rica). 
Fue el fundador de la Marimba Diriá, declarada Marimba Nacional por decreto Ejecutivo en 1974. En 1975 creó el Taller de Marimba de la Etapa Básica de la Universidad de Costa Rica donde formó a generaciones de marimbistas tradicionales en el país. 
Realizó más de 60 composiciones para marimba, por las que ha recibido reconocimientos a nivel nacional. Entre sus obras más conocidas se encuentran "Nostalgia en la Pampa", “Contra el Bramadero,” “Gotas de Lluvia,” “Santa Cruz de Fiesta” y "Canto a mi tierra". "Nostalgia en la Pampa" fue incluida en la columna sonora de la película "El camino" (2008) de Ishtar Yasin Gutiérrez. 
Falleció con 86 años el 6 de octubre del 2015, en la ciudad de San José.

## Discografía
- Viva Guanacaste (Indica, 1972)
- Viva Guanacaste Volumen II (Indica, 1972)
- Canto a mi tierra (Sibö Internacional, 1998)
- Parranderas Guanacastecas (Sibö Internacional, 1999)

## Distinciones
- Premio Nacional de Cultura Popular Tradicional (Ministerio de Cultura, 1998)
- Premio Manuel María Gutiérrez en Música Típica (ACAM, 1999)[6]
- Premio Ricardo "Reca" Mora (ACAM, 2007)